# Благовещенское (Свердловская область)
Благове́щенское  — село в Туринском городском округе Свердловской области. Вместе с близлежащими сельскими населенными пунктами образует Благовещенское сельское управление Администрации Туринского городского округа.

## География
Село Благовещенскон расположено на правом берегу реки Сусатки — правого притока реки Туры (бассейн реки Иртыш), в 44 километрах к западу от Туринска (по дорогам в 52 километрах) и в 310 километрах от Екатеринбурга.

## История
В 1924—1931 годах село было центром Благовещенского района в составе Ирбитского округа Уральской области РСФСР. По данным Всесоюзной переписи населения 1926 года, население района составляло 21518 человек, из них мужчины — 10250 человек, женщины — 11268 человек. В селе Благовещенском на тот момент проживало 1536 человек. Основным видом производства было производство дегтя (Калачинский и Кумарьинский сельский советы), производство рогожи, лесозаготовка и сплав леса, огородничество и мелкое ремесленничество. Из социальных объектов по состоянию на 1926—1927 годы в Благовещенском районе было 41 культурно-просветительское учреждение, в т. ч. 21 школа 1 степени (начальная). Имелись больница, 2 врачебно-фельдшерских пункта, агропункт, почтовое отделение. Торговых предприятий в районе насчитывалось 21, из них государственных — 3, кооперативных — 15, частных — 3. Три населенных пункта района были связаны между собой телефонной связью.

### Благовещенский храм
В 1838 году был построен каменный двухэтажный двухпрестольный храм. Нижний храм был освящён в честь Благовещения Пресвятой Богородицы, верхний — в честь Святой Живоначальной Троицы. Храм был закрыт в 1930 году. В советское время в здании размещался магазин.

## Население
| 2002 | 2010 | 2021 |
| ---- | ---- | ---- |
| 778  | ↘668 | ↘620 |

## Экономика
Основные виды деятельности: сельское хозяйство и бытовое обслуживание.
Предприятия, расположенные на территории села
- Сельскохозяйственный производственный кооператив «Дружба». Специализируется на производстве молока, мяса КРС, выращивании зерновых и кормовых культур.
- Благовещенская молочно-товарная ферма (СПК «Дружба»)
- Благовещенское потребительское общество (сеть продовольственных магазинов).

## Культура
Учреждение культуры «Благовещенский дом культуры» (ул.Свердлова, 53-б)

## Достопримечтальности
Памятник павшим воинам в Великой Отечественной войне.

## Образование
- Дошкольный отдел Муниципального автономного общеобразовательного учреждения Благовещенской средней общеобразовательной школы[8]
- Муниципальное автономное общеобразовательное учреждение «Благовещенская средняя общеобразовательная школа»[9]

## Климат
В Благовещенском умеренно континентальный климат с жарким летом, стабильно морозной зимой и малым количеством осадков.

## Транспорт
Ежедневное двухрейсовое автобусное сообщение с городом Туринском. Маршрут рейсового автобуса — с. Благовещенское — д. Зелёный бор — с. Дымковское — с. Чукреевское — с. Шухруповское — автостанция г. Туринска. Перевозчик ООО «Автотранспортное предприятие «Тура» (ООО АП «Тура»).

## Известные уроженцы и жители
- Боталов, Юрий Викторович — председатель СПК «Дружба», почетный гражданин Туринского городского округа (2017), награждён бронзовой медалью за достигнутые успехи в развитии народного хозяйства СССР[10].